# Mercier, Québec
Mercier är en stad (kommun av typen ville) i provinsen Québec i Kanada. Den ligger i regionen Montérégie, i den sydöstra delen av landet, 150 km öster om huvudstaden Ottawa.